# TSG Münster
Die Turn- und Sportgemeinde Münster 1883 e. V. ist ein Sportverein aus dem Kelkheimer Stadtteil Münster. Überregional bekannt ist der Verein durch seine Handballabteilung, deren erste Männermannschaft mehrere Spielzeiten in der 2. Handball-Bundesliga spielte.
Neben der Handballabteilung hat der Verein unter anderem noch die Abteilungen: Turnen, Leichtathletik, Karneval, Karate und Radsport.

## Handballabteilung
Von 2009 bis 2011 gehörte die erste Mannschaft der Spielgemeinschaft HSG FrankfurtRheinMain an. Seit dem Lizenzverzicht der HSG 2011 für die neu geschaffene, eingleisige 2. Handball-Bundesliga spielte die TSG Münster in der Spielzeit 2011/12 in der 3. Liga. Nach der Saison 2012/13 stieg die Mannschaft in die Oberliga Hessen ab. Nach neun Jahren Oberligazugehörigkeit erfolgte der Abstieg in die Landesliga.

### Erfolge
- Saison 2024/25 1. Platz Regionalliga Hessen sowie Aufstieg in die 3. Liga[2]
- Saison 2023/2024 2. Platz Oberliga Hessen[3]
- Saison 2022/2023 1. Platz Landesliga Mitte Hessen[4]
- Saison 2008/2009 6. Platz 2. Bundesliga Süd
- Saison 2007/2008 13. Platz 2. Bundesliga Süd
- Saison 2006/2007 9. Platz 2. Bundesliga Süd
- Saison 2005/2006 15. Platz 2. Bundesliga Süd
- Saison 2004/2005 1. Platz Meister Regionalliga Südwest
- Saison 2003/2004 6. Platz Regionalliga Südwest
- Saison 2002/2003 5. Platz Regionalliga Südwest
- Saison 2001/2002 2. Platz Regionalliga Südwest

### Bekannte Spieler
- Steffen Weber, Handballnationalspieler und Europameister 2004
- Ziad Rejab, irakischer Handballnationalspieler mit über 100 Länderspielen
- Jan-Olaf Immel, Handballnationalspieler und Europameister 2004
- Konrad Bansa, Torwart und Trainer, Beachhandballnationaltrainer